# Clive Jones (homme politique)
Clive Richard Jones est un homme politique libéral-démocrate britannique qui est député de Wokingham depuis 2024. Jones est membre du conseil municipal de Wokingham de 2016 à 2024 et est chef du conseil en 2022-2023. Avant d’entrer en politique, il travaille dans l’industrie de fabrication de jouets.

## Biographie
Jones est né à Gillingham, dans le Kent. Il s'installe à Earley à Wokingham en 1974 et fréquente l'école Bulmershe à Woodley.
En 1979, Jones devient stagiaire en gestion dans un fabricant de jouets. Il reste dans l'entreprise pendant 27 ans et en est le directeur général pendant les 11 dernières années. Jones est directeur de la British Toy and Hobby Association, où il est président de 2004 à 2006 et de 2011 à 2014.
Jones est élu au conseil municipal de Wokingham pour le quartier de Hawkedon lors des élections municipales de 2016. Il est chef de l'opposition à partir d'octobre 2021 avant de devenir chef du conseil en mai 2022, succédant à John Halsall,. Jones démissionne de son poste de chef du conseil en mai 2023 et est remplacé par Stephen Conway,. Lors des élections municipales de 2024, Jones démissionne de son poste de conseiller pour se concentrer sur sa campagne électorale générale,.
Jones se présente aux élections générales de 2015 et 2017 à Wokingham, terminant à la troisième place à chaque fois derrière les conservateurs et les travaillistes. Lors des élections générales de 2024, Jones est élu député de Wokingham, obtenant une majorité de 8 345 voix sur le candidat conservateur et devenant ainsi le premier député non conservateur de la circonscription.